# Kitchener-Waterloo Beavers
Die Kitchener-Waterloo Beavers waren ein kanadisches Eishockeyfranchise der Eastern Professional Hockey League aus Kitchener, Ontario.  

## Geschichte
Die Kitchener-Waterloo Beavers wurden 1960 als Franchise der Eastern Professional Hockey League gegründet. In dieser agierten sie als das Farmteam der New York Rangers aus der National Hockey League. In den einzigen beiden Spielzeiten ihres Bestehens belegten sie den zweiten bzw. den dritten Platz der regulären Saison.
Im Anschluss an die Saison 1961/62 stellten die Kitchener-Waterloo Beavers den Spielbetrieb ein. 

## Saisonstatistik
Abkürzungen: GP = Spiele, W = Siege, L = Niederlagen, T = Unentschieden, OTL = Niederlagen nach Overtime SOL = Niederlagen nach Shootout, Pts = Punkte, GF = Erzielte Tore, GA = Gegentore, PIM = Strafminuten
| Saison  | GP | W  | L  | T  | OTL | SOL | Pts | GF  | GA  | Platz    | Playoffs |
| 1960–61 | 70 | 31 | 28 | 11 | —   | —   | 73  | 220 | 215 | 2., EPHL | —        |
| 1961–62 | 70 | 36 | 24 | 10 | —   | —   | 82  | 263 | 217 | 3., EPHL | —        |